# Wyścig Maroka WTCC 2014
Wyścig Maroka WTCC 2014 – pierwsza runda World Touring Car Championship w sezonie 2014. Rozegrała się w dniach 11-13 kwietnia 2015 w Marrakeszu na torze Circuit International Automobile Moulay El Hassan.

## Lista startowa
| Nr | Kierowca             | Zespół                               | Samochód                | Opony |
| -- | -------------------- | ------------------------------------ | ----------------------- | ----- |
| 1  | Yvan Muller          | Citroën Total WTCC                   | Citroën C-Elysée WTCC   | Y     |
| 2  | Gabriele Tarquini    | Castrol Honda World Touring Car Team | Honda Civic WTCC        | Y     |
| 3  | Tom Chilton          | ROAL Motorsport                      | Chevrolet RML Cruze TC1 | Y     |
| 4  | Tom Coronel          | ROAL Motorsport                      | Chevrolet RML Cruze TC1 | Y     |
| 5  | Norbert Michelisz    | Zengő Motorsport                     | Honda Civic WTCC        | Y     |
| 6  | Franz Engstler       | Liqui Moly Team Engstler             | BMW 320 TC              | Y     |
| 7  | Hugo Valente         | Campos Racing                        | Chevrolet RML Cruze TC1 | Y     |
| 8  | Pasquale Di Sabatino | Liqui Moly Team Engstler             | BMW 320 TC              | Y     |
| 9  | Sébastien Loeb       | Citroën Total WTCC                   | Citroën C-Elysée WTCC   | Y     |
| 10 | Gianni Morbidelli    | ALL–INKL.COM Münnich Motorsport      | Chevrolet RML Cruze TC1 | Y     |
| 11 | James Thompson       | Lada Sport Lukoil                    | Łada Granta 1.6T        | Y     |
| 12 | Robert Huff          | Lada Sport Lukoil                    | Łada Granta 1.6T        | Y     |
| 14 | Michaił Kozłowski    | Lada Sport Lukoil                    | Łada Granta 1.6T        | Y     |
| 18 | Tiago Monteiro       | Castrol Honda World Touring Car Team | Honda Civic WTCC        | Y     |
| 22 | Petr Fulín           | Campos Racing                        | SEAT León WTCC          | Y     |
| 25 | Mehdi Bennani        | Proteam Racing                       | Honda Civic WTCC        | Y     |
| 27 | John Filippi         | Campos Racing                        | SEAT León WTCC          | Y     |
| 37 | José María López     | Citroën Total WTCC                   | Citroën C-Elysée WTCC   | Y     |
| 77 | René Münnich         | ALL–INKL.COM Münnich Motorsport      | Chevrolet RML Cruze TC1 | Y     |
| 98 | Dušan Borković       | NIS Petrol by Campos Racing          | Chevrolet RML Cruze TC1 | Y     |
| Nr | Kierowca             | Zespół                               | Samochód                | Opony |

## Wyniki

### I Sesja treningowa
| Nr | Kierowca       | Konstruktor        | Czas     | Okr. |
| -- | -------------- | ------------------ | -------- | ---- |
| 9  | Sébastien Loeb | Citroën Total WTCC | 1:43,427 | 7    |

### II Sesja treningowa
| Nr | Kierowca    | Konstruktor        | Czas     | Okr. |
| -- | ----------- | ------------------ | -------- | ---- |
| 1  | Yvan Muller | Citroën Total WTCC | 1:43,437 | 12   |

### Kwalifikacje
Źródło: fiawtcc.com
| Poz. | Nr | Kierowca             | Konstruktor                 | Q1       | Q2       | Q3       | Poz. s. |
| --- | --- | -------------------- | --------------------------- | -------- | -------- | -------- | ------- |
| 1 | 37 | José María López     | Citroën Total WTCC          | 1:44,522 | 1:43,710 | 1:43,730 | 1       |
| 2 | 9 | Sébastien Loeb       | Citroën Total WTCC          | 1:44,219 | 1:43,706 | 1:43,845 | 2       |
| 3 | 3 | Tom Chilton          | ROAL Motorsport             | 1:45,257 | 1:45,057 | 1:44,864 | 3       |
| 4 | 1 | Yvan Muller          | Citroën Total WTCC          | 1:43,824 | 1:43,711 | –        | 4       |
| 5 | 98 | Dušan Borković       | NIS Petrol by Campos Racing | 1:46,062 | 1:45,017 | –        | 5       |
| 6 | 77 | René Münnich         | Münnich Motorsport          | 1:47,099 | 1:45,541 | –        | 6       |
| 7 | 18 | Tiago Monteiro       | Castrol Honda WTCC          | 1:46,429 | 1:45,891 | –        | 7       |
| 8 | 5 | Norbert Michelisz    | Zengő Motorsport            | 1:46,292 | 1:46,165 | –        | 8       |
| 9 | 25 | Mehdi Bennani        | Proteam Racing              | 1:46,211 | 1:46,227 | –        | 9       |
| 10 | 4 | Tom Coronel          | ROAL Motorsport             | 1:45,956 | 1:46,331 | –        | 10      |
| 11 | 11 | James Thompson       | Lada Sport Lukoil           | 1:46,662 | 1:46,433 | –        | 11      |
| 12 | 7 | Hugo Valente         | Campos Racing               | 1:45,848 | 1:55,284 | –        | 12      |
| 13 | 12 | Robert Huff          | Lada Sport Lukoil           | 1:47,512 | –        | –        | 13      |
| 14 | 14 | Michaił Kozłowski    | Lada Sport Lukoil           | 1:47,762 | –        | –        | 14      |
| 15 | 6 | Franz Engstler       | Liqui Moly Team Engstler    | 1:49,250 | –        | –        | 15      |
| 16 | 22 | Petr Fulín           | Campos Racing               | 1:50,489 | –        | –        | NW      |
| 17 | 8 | Pasquale Di Sabatino | Liqui Moly Team Engstler    | 1:50,520 | –        | –        | 17      |
| | 27 | John Filippi         | Campos Racing               | –        | –        | –        | 18      |
| | 10 | Gianni Morbidelli    | Münnich Motorsport          | –        | –        | –        | 19      |
| | 2 | Gabriele Tarquini    | Castrol Honda WTCC          | –        | –        | –        | NW      |
| Poz. | Nr | Kierowca             | Konstruktor                 | Q1       | Q2       | Q3       | Poz. s. |
| \| Legenda \| Legenda \| \| ------------------------ \| ---------------------------------------------------------------------------------------------------------------------------------------------------------------------------------------------------------------------------------------------------------------- \| \| Poz. Nr Q1 Q2 Q3 Poz. s. \| Pozycja zajęta w sesji kwalifikacyjnej Numer startowy kierowcy Wynik uzyskany w pierwszej części kwalifikacji Wynik uzyskany w drugiej części kwalifikacji Wynik uzyskany w trzeciej części kwalifikacji Pozycja startowa po uwzględnięniu kar, przesunięć, itp. \| | |                      |                             |          |          |          |         |
| Legenda | |                      |                             |          |          |          |         |
| Poz. Nr Q1 Q2 Q3 Poz. s. | Pozycja zajęta w sesji kwalifikacyjnej Numer startowy kierowcy Wynik uzyskany w pierwszej części kwalifikacji Wynik uzyskany w drugiej części kwalifikacji Wynik uzyskany w trzeciej części kwalifikacji Pozycja startowa po uwzględnięniu kar, przesunięć, itp. |                      |                             |          |          |          |         |

### Wyścig 1

#### Wyścig
Źródło: Wyprzedź Mnie!
| P                                                     | + / –     | Nr | Kierowca             | Konstruktor                 | Okr. | Czas / Strata | Komentarz |
| ----------------------------------------------------- | --------- | -- | -------------------- | --------------------------- | ---- | ------------- | --------- |
| 1                                                     | Bez zmian | 37 | José María López     | Citroën Total WTCC          | 14   | 24:40,950     |           |
| 2                                                     | Bez zmian | 9  | Sébastien Loeb       | Citroën Total WTCC          | 14   | +0:00,713     |           |
| 3                                                     | 1         | 1  | Yvan Muller          | Citroën Total WTCC          | 14   | +0:01,607     |           |
| 4                                                     | 1         | 3  | Tom Chilton          | ROAL Motorsport             | 14   | +0:08,222     |           |
| 5                                                     | 2         | 18 | Tiago Monteiro       | Castrol Honda WTCC          | 14   | +0:20,495     |           |
| 6                                                     | 1         | 98 | Dušan Borković       | NIS Petrol by Campos Racing | 14   | +0:21,849     | [ b ]     |
| 7                                                     | 2         | 25 | Mehdi Bennani        | Proteam Racing              | 14   | +0:25,111     |           |
| 8                                                     | 4         | 7  | Hugo Valente         | Campos Racing               | 14   | +0:29,953     |           |
| 9                                                     | 1         | 5  | Norbert Michelisz    | Zengő Motorsport            | 14   | +0:44,583     |           |
| 10                                                    | 1         | 11 | James Thompson       | Lada Sport Lukoil           | 14   | +0:48,596     |           |
| 11                                                    | 3         | 14 | Michaił Kozłowski    | Lada Sport Lukoil           | 14   | +1:03,873     |           |
| 12                                                    | 3         | 6  | Franz Engstler       | Liqui Moly Team Engstler    | 14   | +1:14,163     |           |
| 13                                                    | 4         | 8  | Pasquale Di Sabatino | Liqui Moly Team Engstler    | 14   | +1:37,538     |           |
| 14                                                    | 4         | 27 | John Filippi         | Campos Racing               | 14   | +1:41,171     |           |
| 15                                                    | 4         | 10 | Gianni Morbidelli    | Münnich Motorsport          | 12   | +2 okr        |           |
| Niesklasyfikowani                                     |           |    |                      |                             |      |               |           |
|                                                       |           | 77 | René Münnich         | Münnich Motorsport          | 9    |               | [ c ]     |
|                                                       |           | 4  | Tom Coronel          | ROAL Motorsport             | 7    |               |           |
|                                                       |           | 12 | Robert Huff          | Lada Sport Lukoil           | 4    |               |           |
| Nie wystartowali / niedopuszczeni do ponownego startu |           |    |                      |                             |      |               |           |
|                                                       |           | 22 | Petr Fulín           | Campos Racing               |      |               |           |
|                                                       |           | 2  | Gabriele Tarquini    | Castrol Honda WTCC          |      |               |           |
| P                                                     | + / –     | Nr | Kierowca             | Konstruktor                 | Okr. | Czas / Strata | Komentarz |

#### Najszybsze okrążenie
| Nr | Kierowca       | Konstruktor        | Czas     | Okr. |
| -- | -------------- | ------------------ | -------- | ---- |
| 9  | Sébastien Loeb | Citroën Total WTCC | 1:43,777 | 6    |

#### Prowadzenie w wyścigu
| Nr                              | Kierowca         | Okrążenia | Suma |
| ------------------------------- | ---------------- | --------- | ---- |
| 37                              | José María López | 1-14      | 14   |
| \| Wykres \| \| ------ \| \| \| |                  |           |      |
| Wykres                          |                  |           |      |
|                                 |                  |           |      |

### Wyścig 2

#### Wyścig
Źródło: Wyprzedź Mnie!
| P                                                     | + / – | Nr | Kierowca             | Konstruktor                 | Okr. | Czas / Strata | Komentarz |
| ----------------------------------------------------- | ----- | -- | -------------------- | --------------------------- | ---- | ------------- | --------- |
| 1                                                     | 8     | 9  | Sébastien Loeb       | Citroën Total WTCC          | 16   | 47:50,589     |           |
| 2                                                     | 8     | 37 | José María López     | Citroën Total WTCC          | 16   | +0:04,321     |           |
| 3                                                     | 9     | 7  | Hugo Valente         | Campos Racing               | 16   | +0:07,598     |           |
| 4                                                     | 4     | 3  | Tom Chilton          | ROAL Motorsport             | 16   | +0:18,305     |           |
| 5                                                     | 8     | 14 | Michaił Kozłowski    | Lada Sport Lukoil           | 16   | +0:19,757     |           |
| 6                                                     | 11    | 10 | Gianni Morbidelli    | Münnich Motorsport          | 16   | +0:23,117     |           |
| 7                                                     | 7     | 6  | Franz Engstler       | Liqui Moly Team Engstler    | 16   | +0:38,957     |           |
| 8                                                     | 8     | 27 | John Filippi         | Campos Racing               | 16   | +0:48,611     |           |
| 9                                                     | 6     | 8  | Pasquale Di Sabatino | Liqui Moly Team Engstler    | 16   | +0:50,553     |           |
| 10                                                    | 6     | 18 | Tiago Monteiro       | Castrol Honda WTCC          | 14   | +2 okr        |           |
| Niesklasyfikowani                                     |       |    |                      |                             |      |               |           |
|                                                       |       | 98 | Dušan Borković       | NIS Petrol by Campos Racing | 7    |               |           |
|                                                       |       | 77 | René Münnich         | Münnich Motorsport          | 4    |               |           |
|                                                       |       | 12 | Robert Huff          | Lada Sport Lukoil           | 2    |               |           |
|                                                       |       | 4  | Tom Coronel          | ROAL Motorsport             | 0    |               |           |
|                                                       |       | 1  | Yvan Muller          | Citroën Total WTCC          | 0    |               |           |
| Nie wystartowali / niedopuszczeni do ponownego startu |       |    |                      |                             |      |               |           |
|                                                       |       | 5  | Norbert Michelisz    | Zengő Motorsport            |      |               |           |
|                                                       |       | 11 | James Thompson       | Lada Sport Lukoil           |      |               |           |
|                                                       |       | 22 | Petr Fulín           | Campos Racing               |      |               |           |
|                                                       |       | 2  | Gabriele Tarquini    | Castrol Honda WTCC          |      |               |           |
| Zdyskwalifikowani                                     |       |    |                      |                             |      |               |           |
|                                                       |       | 25 | Mehdi Bennani        | Proteam Racing              | 16   | +0:18,331     |           |
| P                                                     | + / – | Nr | Kierowca             | Konstruktor                 | Okr. | Czas / Strata | Komentarz |

#### Najszybsze okrążenie
| Nr | Kierowca         | Konstruktor        | Czas     | Okr. |
| -- | ---------------- | ------------------ | -------- | ---- |
| 37 | José María López | Citroën Total WTCC | 1:43,704 | 10   |

#### Prowadzenie w wyścigu
| Nr                              | Kierowca       | Okrążenia | Suma |
| ------------------------------- | -------------- | --------- | ---- |
| 9                               | Sébastien Loeb | 5-16      | 11   |
| 25                              | Mehdi Bennani  | 1-5       | 5    |
| 4                               | Tom Coronel    | 1         | 0    |
| \| Wykres \| \| ------ \| \| \| |                |           |      |
| Wykres                          |                |           |      |
|                                 |                |           |      |